# Congrès permanent de la lenga occitana
 (juillet 2023).
Si vous disposez d'ouvrages ou d'articles de référence ou si vous connaissez des sites web de qualité traitant du thème abordé ici, merci de compléter l'article en donnant les références utiles à sa vérifiabilité et en les liant à la section « Notes et références ».
Lo Congrès permanent de la lenga occitana (CPLO, en français Congrès permanent de la langue occitane) est l'organisme interrégional de régulation de la langue occitane. Il rassemble les institutions et les fédérations historiques occitanes.

Le Congrès a pour mission de contribuer à la vitalité et au développement de l’occitan, en travaillant à sa connaissance et à sa codification par la production des outils concernant les différents aspects de la langue (lexicographie, lexicologie, terminologie, néologie, phonologie, graphie, grammaire, toponymie) .

Il a été installé officiellement à l'Hôtel de Région à Bordeaux le 16 décembre 2011. Il a le soutien des collectivités territoriales françaises et du Ministère de la Culture – D.G.L.F.L.F..

## Historique
La création du Congrès est le résultat d'un long processus :

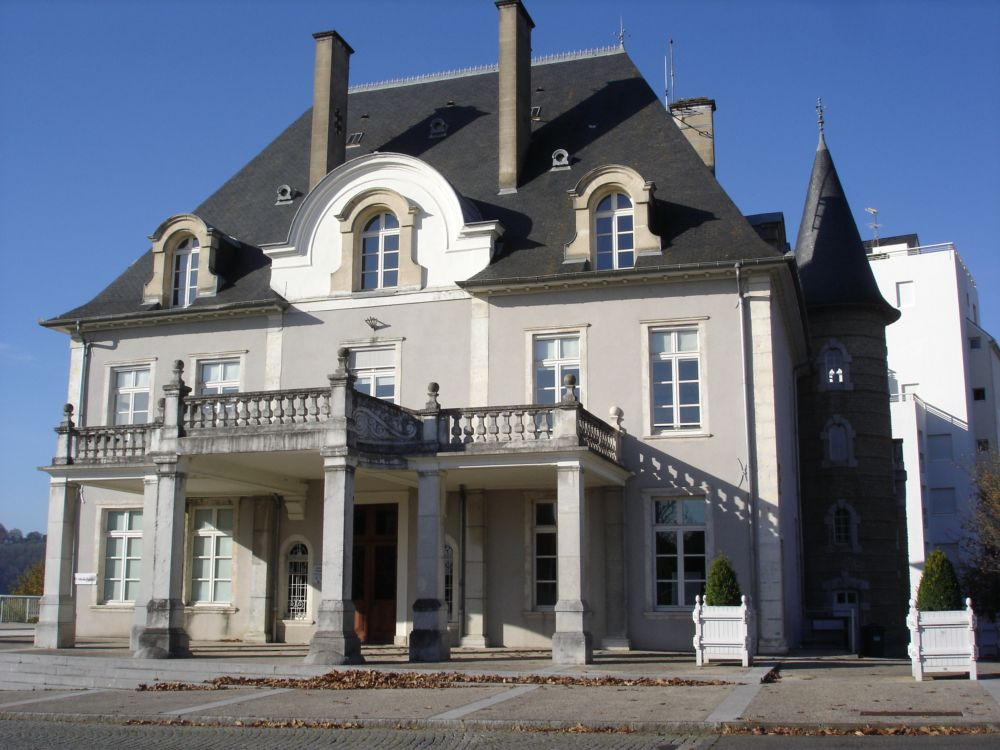
Château d'Este à Billère, siège du Congrès

### La création et la gestion de la graphie classique
La norme graphique de la langue occitane employée et partagée par trois États où la langue est parlée (France, Espagne et Italie) est la graphie classique telle qu'elle était définie dans la Gramatica occitana segon los parlars lengadocians de Louis Alibert publiée en 1935. Elle a été reconnue par le Ministère français de l’Éducation Nationale, par la Généralité de Catalogne et par le Conselh Generau d'Aran. 
Après la Seconde Guerre mondiale, cette norme de l’occitan a été gérée au sein de l’Institut d’Estudis Occitans (IEO).
Plus tard, des universitaires et des militants du Gidilòc (Grop d'Iniciativa per un Diccionari Informatizat de la Lenga Occitana) et du secteur de linguistique de l'IEO ont créé le Conselh de la Lenga Occitana (C.L.O.) en 1997. L’autorité scientifique de ce conseil était reconnue par le Conselh Generau d'Aran et par les associations et les fédérations historiques, mais, à cause des tensions internes croissantes, le C.L.O. a cessé peu à peu ses activités au début des années 2000. 

De 2004 à 2006, des membres du C.L.O. ont rédigé ensemble, avec le Président de l’IEO, un texte commun définissant les grands principes et les modalités d’organisation pour un organisme de régulation de l’occitan. Le texte a recueilli un consensus politique et institutionnel. À la réunion de Vielha au Val d'Aran  le 23 mai 2008, les collectivités territoriales, les institutions et les associations historiques lancèrent le processus de création de l’organisme de régulation linguistique.

### L'APORLÒC et le processus de création d'un organisme de régulation
En 2009 a été créé l'APORLÒC (Associacion Prefigurativa de l'Organisme de Regulacion de Lenga d'Òc), qui avait pour tâche la mise en place d’une autorité scientifique et morale indépendante qui représenterait les usagers et les locuteurs de l’occitan dans le respect de l’unité et de la diversité de la langue. Elle a fait une étude de faisabilité, remis en avril 2011, qui a conduit à la création du Congrès.

Dans le cadre de cette étude, l’APORLÒC a réalisé une série de visites d’autres organismes de régulation linguistique (l’Institut d'Estudis Catalans, Euskaltzaindia – Académie de la langue basque et la Fryske Akademy) afin de comprendre leur fonctionnement. Le rapport décrit l’organisation, les missions, les productions, ou également les relations avec les pouvoirs publics de ces institutions. Il a fait des préconisations pour la structure, le fonctionnement et le budget du futur organisme de régulation de l’occitan.

### Création du Congrès

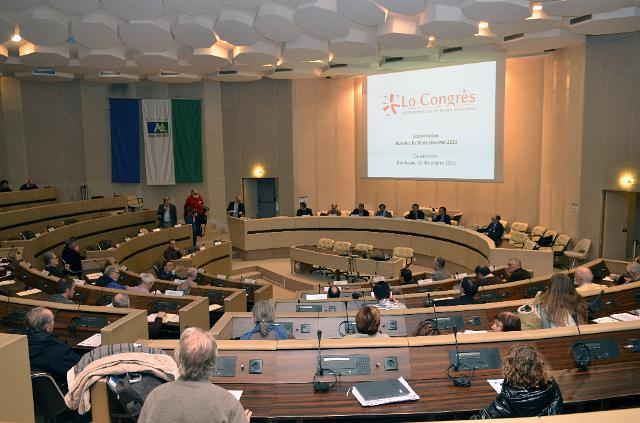
Création officielle du Congrès à l'Hôtel de Région Aquitaine

Après la dissolution, le 9 décembre 2011, de l'APORLÒC, le Congrès a été créé le 16 décembre à l'Hôtel de Région Aquitaine à Bordeaux, en présence des représentants du Ministère de la Culture -D.G.L.F.L.F.
, des Régions Aquitaine, Midi-Pyrénées, Languedoc-Roussillon et Rhône-Alpes, et d'Andrés Urrutia, Président d'Euskaltzaindia - Académie Royale de la langue basque.

## Missions
La tâche du Congrès est de gérer et de socialiser les formes stables de la langue occitane actuelle et de fournir les outils linguistiques indispensables pour assurer une transmission plus efficace de la langue aux personnes qui veulent l'apprendre. 
Las missions principales du Congrès sont : 
- la production d'outils linguistiques de référence: dictionnaires généraux (descriptifs, pluridialectaux et transversaux), dictionnaires spécialisés (sciences fondamentales, sciences sociales, etc.), phonologie, grammaire générale ;
- la régulation linguistique: grâce à ses travaux et à ses avis, Le Congrès veut contribuer à la cohérence et à la qualité de la langue. C'est pour cela qu'il fait des préconisations linguistiques : codification, syntaxe, terminologie et néologie ;
- la recherche scientifique: la recherche qu'il mène, entend répondre aux besoins concrets des locuteurs et des usagers. Pour cela le Congrès tient compte des demandes et des besoins des formateurs, des transmeteurs et des acteurs en divers domaines.

## Principes d'action
Le Congrès œuvre selon des principes tels que le respect de l’unité et de la diversité de la langue occitane, la stabilité, la représentativité des régions linguistiques du territoire d'Oc, la coopération, la collégialité des décisions, la recherche de partenariats avec toutes les compétences disponibles et la diffusion de l’information.

## Organisation

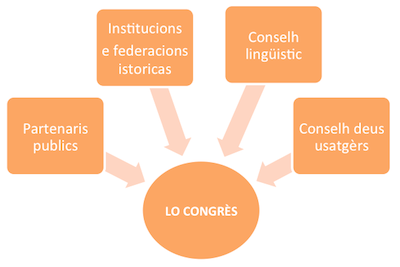
Structure du Congrès

Le Congrès qui est une association de droit français, est secondé par deux conseils, le Conselh lingüistic et le Conselh deus usatgèrs. Son assemblée générale réunit ses deux partenaires institutionnels et des associations, qui rassemblent la majeure partie des chercheurs, enseignants et acteurs culturels qui font vivre l’occitan et qui participent à la sa valorisation et à sa transmission et également deux partenaires publics qui participent à titre consultatif.

### Conseil linguistique
Le Conseil linguistique a pour fonction de représenter la communauté scientifique et toutes les régions occitanes qui y sont représentées. Les membres du Conseil linguistique sont répartis en quatre commissions de travail : 
- gestion de la graphie et validation des normes publiées ;
- le Term'Òc, base terminologique occitane ;
- Inventari, dictionnaire historique ;
- Basic, dictionnaire français-occitan en ligne.

### Conseil des usagers
Le Conseil des usagers a pour fonction de représenter la demande sociale. Ce sont des personnes qualifiées représentatives de la pratique sociale et réparties en trois secteurs : les transmetteurs (enseignement, cours aux adultes et formation professionnelle), les utilisateurs (écrivains, éditeurs, médias) et des institutions (acteurs de politiques publiques).

## Applications au service des usagers

### Normes et œuvres normatives
Le Congrès est l'organisme interrégional de régulation de la langue occitane. La production de normes et d'œuvres normatives, dans divers domaines de la langue, selon le principe majeur de la consolidation de l'unité profonde de la langue et du respect de sa diversité, est une des missions qui lui a été fisées : normes grafiques et linguistiques, lexicographie, lexicologie, terminologie, néologie, phonologie, graphie, grammaire, toponymie, etc

### dicod'Òc

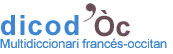
Logo du dicod'Òc

Le dicod'Òc, le dictionnaire français-occitan en ligne qui s'appuie sur 20 dictionnaires de références (10 français-occitan, 6 occitan-français, 1 dictionnaire occitan-occitan, 3 dictionnaires historiques) totalisant 130 000 entrées qui concernent 6 variantes de l’occitan (auvergnat, gascon, languedocien, limousin, provençal, vivaro-alpin), avec un moteur de recherche multicritères.
Une version de dicod'Òc pour smartphone est téléchargeable.

#### 10 dictionnaires français occitan
- Dictionnaire Français / Occitan Gascon Toulousain, Bèthvéder (2004)
- Dictionnaire français-occitan (languedocien),  Cristian Laus (1997)
- Dictionnaire Français / Occitan (gascon), Miquèu Grosclaude, Gilabèrt Nariòo et Patric Guilhemjoan (2007)
- Dictionnaire de base français-provençal, Elie Lèbre, Guy Martin et Bernard Moulin (1992)
- Atau que’s ditz ! Dictionnaire Français–Occitan (Gascon des Hautes-Pyrénées), Bernard Dubarry (1998)
- Diccionari Alpin d’Òc, Andrieu Faure (2009)
- Petit dictionnaire français-occitan d'Auvergne, Cristian Omelhièr (2004)
- La Palanqueta : Dictionnaire Français-Occitan,  (languedocien), André Lagarde (2012)
- Lo Basic, lexic elementari francés-occitan, version provisòria
- Diccionari francés-occitan lemosin,  Gilabèrt Mercadièr

#### 6 dictionnaires occitan français
- Dictionnaire Occitan - Français, Cristian Laus (2001)
- Lexique descriptif occitan - français du vivaro-alpin au nord du Velay et du Vivarais, Didier Grange (2008)
- Diccionari elementari occitan gascon-francés,  Per Noste (2005)
- Diccionari occitan (gascon tolosan) - francés,  Nicolau Rei Bèthvéder (2004 - 2005)
- Diccionari provençau-francés, Jòrgi Fettuciari, Guiu Martin, Jaume Pietri (2003)
- La Palanqueta : Dictionnaire Occitan-français,  (languedocien), André Lagarde (2012)

#### 1 dictionnaire occitan-occitan
- Diccionari General Occitan, a partir dels parlars lengadocians, 2ème édition corrigée, Joan de Cantalausa, éditions Cultura d'Òc (2006)

#### 3 dictionnaires occitans historiques
- Lou Tresor dóu Felibrige,  Frédéric Mistral (1878)
- Dictionnaire du Béarnais et du Gascon modernes (bassin aquitain), tresau edicion Simin Palay (1991)
- Dictionnaire béarnais ancien et moderne, Vastin Lespy et Paul Raymond (1887)

### Le Basic
L’objectif du Basic est la création et la mise en ligne d'un dictionnaire élémentaire français-occitan de 10 000 entrées. Il sera un dictionnaire unique pour tous les locuteurs et les usagers de l'occitan, quelle que soit leur variante. Le Basic sera fait selon les principes d'action du Congrès : la valorisation des formes communes et le respect de la diversité. Le Basic est fait grâce à une collaboration avec l'Université de Toulouse.

### Base lexicale historique en ligne
Le Congrès travaille à la création d'une base descriptive de données qui rassemble les entrées lexicales présentes dans les dictionnaires, lexiques et glossaires rédigés depuis le Moyen Âge. Il a pour objectif d'être un dictionnaire scientifique descriptif de la langue occitane, d'accès facile en ligne aux spécialistes et au public averti. Le projet comprend une phase de numérisation de l'ensemble des dictionnaires occitans, qui sera menée en partenariat avec le CIRDÒC.

### Le term'Òc, constitution d'une base terminologique occitane
L'objectif de term'Òc est de permettre en premier un accès unique à ces lexiques au grand public, grâce à une mise en cohérence de ceux-ci (format, corpus, traitement des variantes, etc.) pour l'intégration dans une base de données commune publiée sur internet. La majeure partie de ces lexiques ont, à partir d'un corpus français, des termes occitans dans certains cas synonimes, et dans d'autres cas rien que pour une variante. Il s'agira d'avoir un plan d’extension des lexiques existants en suivant le principe d'action du Congrès. Le term'Òc a engagé un partenariat entre Le Congrès et l'InÒc Aquitània.

### Lexiques occitans spécialisés
Le site du congrès propose divers lexiques spécialisés. Pour en citer quelques uns :
- Diccionari occitan d'arquitectura
- Ensag de glossari botanic auvernhat
- Glossaire botanique languedocien, français, latin de l'arrondissement de Saint-Pons (Hérault)
- Lexic occitan de l'analisi literària
- Lexic occitan de l'espaci public urban
- Lexic occitan de l'Internet
- Lexic occitan de l'istòria-geografia
- Lexic occitan de la petita enfança
- Lexic occitan de la restauracion escolara
- Lexic occitan de las arts
- Lexic occitan deu comèrci
- Lexic occitan deu comèrci electronic
- Lexic occitan deu transpòrt toristic
- Lexic occitan deus arbos e arbosets
- Lexic occitan deus collègis e deus licèus
- Lexic occitan deus prenoms
- Lexic occitan deus tèrmis culinaris
- Lexic occitan mainadenc
- Lexic parlant de l'occitan de Nòrd-Velai e Vivarés
- Lexic toristic francés-occitan provençau

### Dictionnaires consultables en ligne
Le site donne les liens pour consulter en ligne divers dictionnaires.
- Dictionnaire languedocien de Pierre Augustin Boissier de Sauvages (2 volumes, 1756)
- Dictionnaire Provençal-Français ou dictionnaire de la Langue d'Oc de Simon-Jude Honnorat (3 volumes, 1846-1847)
- Lou Tresor dóu Felibrige de Frédéric Mistral (1878)
- Diccionari General Occitan de  Joan de Cantalausa, (2003) sur le site de l'IEO 12.
- Lexic occitan del vivaroalpenc e del vivarés de  Didier Grange (2008). Fichier au format PDF.
- THESOC

### Verb'Òc
Verb'Òc permet de conjuguer en ligne les verbes occitans dans une des variétés : gascon, languedocien, provençal.
Une version de Verb'Òc pour smartphone est téléchargeable.

### express'Òc
express'Òc est une base de données en ligne qui rassemble des expressions, des citations et des proverbes.

### Toponymes occitans
Le site du Congrès fournit des listes de toponymes en occitan :
- Base de données toponymques des Vallées occitanes
- Dictionnaire toponymique occitan d'Ariège
- Dictionnaire toponymique occitan d'Aveyron
- Dictionnaire toponymique occitan du Lot
- Dictionnaire toponymique occitan du Lot-et-Garonne
- Dictionnaire toponymique occitan de Haute-Garonne
- Dictionnaire toponymique occitan du Gers
- Dictionnaire toponymique occitan de Gironde
- Dictionnaire toponymique occitan des Landes et du Bas Adour
- Dictionnaire toponymique occitan du Tarn
- Dictionnaire toponymique occitan du Tarn-et-Garonne
- Dictionnaire toponymique occitan du Béarn
- Dictionnaire toponymique occitan des Hautes-Pyrénées
- Carte occitane des communes de Dordogne
- Noms de rues de Toulouse en occitan
- Toponymes internationaux en occitan
- Toponymes occitans sur Google Maps